# Spell My Name
Spell My Name é o décimo álbum de estúdio da cantora norte-americana Toni Braxton. Foi lançado em 28 de Agosto de 2020 pela Island Records e é precedido pelos singles "Do It", "Dance" e "Gotta Move On"

## Antecendentes
Em 6 de Abril de 2020 lança o single "Do It". Em 26 de Junho anuncia um remix de "Do It" com a participação da rapper Missy Elliott. Em 15 de Maio lança uma versão remix com a produção de Dave Audé de seu segundo single "Dance".
Em 31 de Julho anuncia o novo album, "Spell My Name" e lança a versão oficial de "Dance". Em 24 de Agosto lança um terceiro single "Gotta Move On" com a participação da cantora H.E.R.

## Faixas
Edição Padrão
| N.º | Título                                   | Compositor(es)                                                         | Produtor(es)                            | Duração |  |
| 1.  | "Dance"                                  | Antonio Dixon Toni Braxton                                             | Antonio Dixon                           | 3:52    |  |
| 2.  | "Do It" (com Missy Elliott)              | Kenneth "Babyface" Edmonds Percy Bady Braxton Melissa Elliott Dixon    | Elliott Hannon Lane                     | 3:24    |  |
| 3.  | "Gotta Move On" (participação de H.E.R.) | Jeremih Felton Kenneth "Soundz" Coby Braxton                           | Soundz                                  | 4:18    |  |
| 4.  | "Fallin"                                 | Kam Corvet Ashante Reid Jonathan Martin Jordon Manswell Braxton        | Braxton Jordon Manswell Jonathan Martin | 2:57    |  |
| 5.  | "Spell My Name"                          | Johnny Yukon Akeel Henry Dixon Braxton                                 | Dixon Akeel Henry                       | 3:21    |  |
| 6.  | "O.V.E.Rr."                              | Angelica Vila Patrick JQ Smith Dixon Braxton                           | Dixon                                   | 3:10    |  |
| 7.  | "Happy Without Me"                       | G’harah “PK” Degeddingseze Kevin Ross Frank “Nitty” Brim KIRBY Braxton | G’harah “PK” Degeddingseze              | 3:46    |  |
| 8.  | "Saturday Night"                         | Tyler Johnson Chris Braide Bibi Bourelly Braxton                       | Braxton Chris Braide                    | 4:01    |  |
| 9.  | "Do It"                                  | Edmonds Bady Braxton Dixon                                             | Dixon                                   | 2:52    |  |

| Faixa Bônus    |                |                                       |                                |         |  |
| N.º            | Título         | Compositor(es)                        | Produtor(es)                   | Duração |  |
| 10.            | "Nothin'"      | Kameron Glasper Dapo Torimiro Edmonds | Braxton Babyface Dapo Torimiro | 3:44    |  |
| Duração total: | Duração total: | Duração total:                        | Duração total:                 | 35:25   |  |

Notas
- "Spell My Name" - Contém participação não creditada de Johnny Yukon.

## Histórico de lançamento
| País  | Data                 | Formato                                | Gravadora               |
| ----- | -------------------- | -------------------------------------- | ----------------------- |
| Mundo | 28 de Agosto de 2020 | CD, download digital, streaming, vinil | Island, Universal Music |